# Mind Key
Mind Key – włoska grupa muzyczna wykonująca metal progresywny inspirowany hard rockiem lat osiemdziesiątych i dziewięćdziesiątych.

## Historia
Mind Key został założony w roku 1999 przez Dario De Cicco (instrumenty klawiszowe) i Emanuele Colellę (gitara).
Po dołączeniu do zespołu perkusisty Andrea Stipy, w 2000 roku muzycy nagrywają swoje pierwsze demo "Welcome to Another Reality". Wraz z nowymi członkami: Markiem Basile (śpiew) i Raffaelem Castaldo (gitara basowa) zespół w 2004 roku podpisuje kontrakt z wytwórnią Frontiers Records i wydaje swój debiutancki album "Journey Of A Rough Diamond".
Wkrótce po wydaniu płyty z zespołu odchodzi Mark Basile. Zespół wyrusza w trasę koncertową z nowymi wokalistami. Pierwszy, Aurelio Fierro Jr., wspomaga muzyków podczas włoskiej trasy „Train Of Thought Tour 2004” jako support Dream Theater. Jego następca, Giorgio Adamo, wyrusza z zespołem w tournée po Europie obejmując takie kraje jak Polska, Szwajcaria, Holandia, Niemcy i Francja. Jeden z koncertów europejskiej trasy, który odbył się w Teatrze Śląskim w Katowicach, zostaje zarejestrowany i wydany w formie DVD pod tytułem "Habemus Poland".
Rok później do zespołu wraca Aurelio Fierro Jr., z którym zespół nagrywa swój drugi album "Pulse for a Graveheart". Tuż przed wydaniem drugiej płyty, z zespołu odchodzi basista Raffaele Castaldo, a jego miejsce zajmuje były muzyk Soul Secret Lucio Grilli. 
Na płycie gościnnie udzielają się tacy muzycy jak Derek Sherinian, Reb Beach oraz Tom S. Englund. Zremasterowany przez Dennisa Warda album zostaje wydany w lipcu 2009 roku.

## Muzycy

### Obecny skład zespołu
- Aurelio Fierro Jr. - śpiew
- Emanuele Colella - gitara elektryczna
- Lucio Grilli - gitara basowa
- Dario De Cicco - instrumenty klawiszowe
- Mirkko De Maio - instrumenty perkusyjne

### Byli członkowie zespołu
- Raffaele Castaldo - gitara basowa
- Francesco Mormile - gitara basowa
- Giorgio Adamo - śpiew
- Mark Basile - śpiew
- Andrea Stipa - instrumenty perkusyjne

## Dyskografia

### Albumy
- Journey Of A Rough Diamond (2004, Frontiers Records)
- Pulse for a Graveheart (2009, Frontiers Records)
- Aliens in Wonderland (2019, Frontiers Records)

### Albumy koncertowe
- Habemus Poland (2006, Metal Mind Productions)

### Demo
- Welcome to Another Reality (2000, wydanie własne)

## Wideografia
- Habemus Poland (2006, DVD, Metal Mind Productions)